# Mauer der Trauer

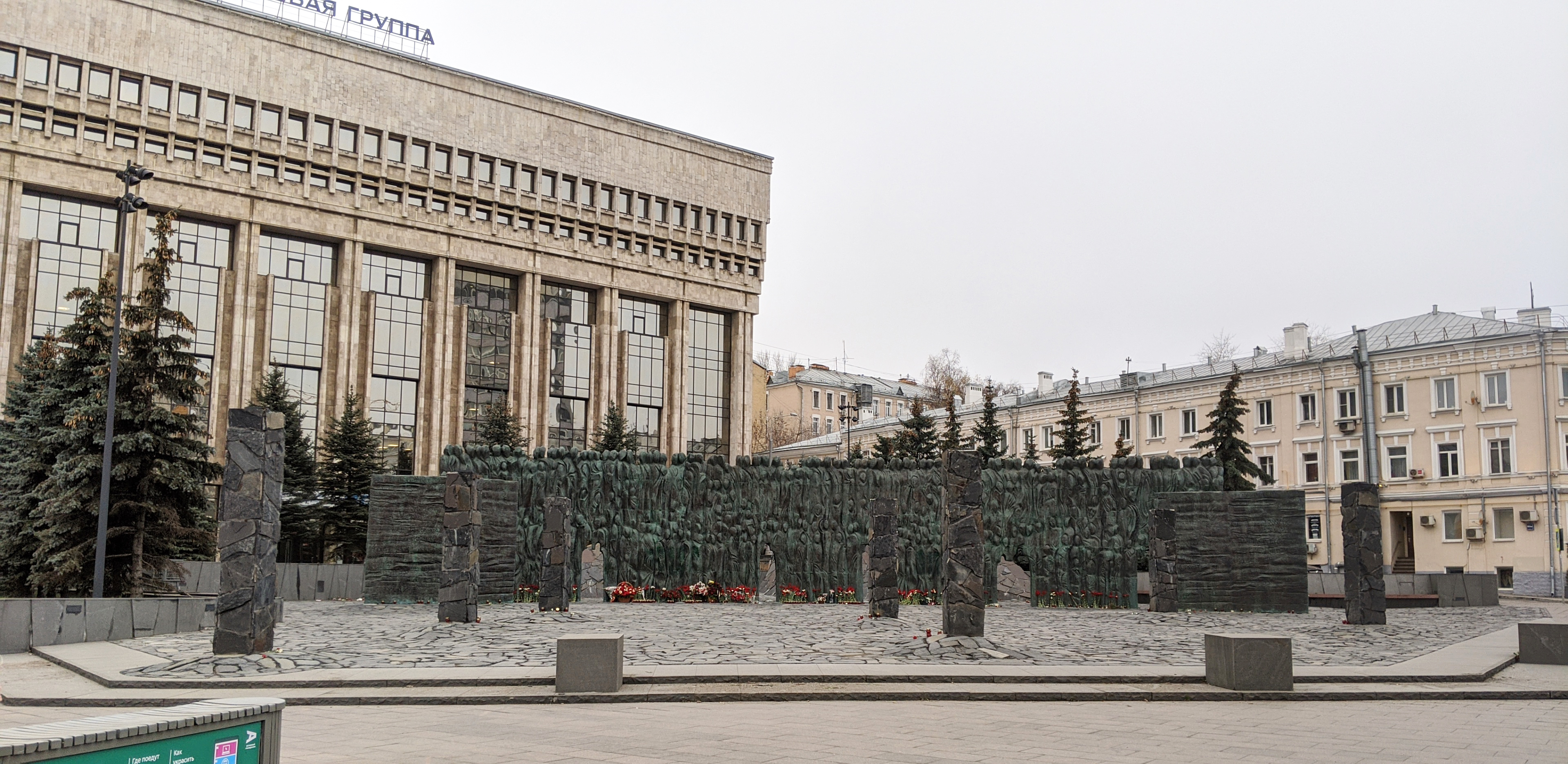
Die Mauer der Trauer auf dem Sacharow-Prospekt

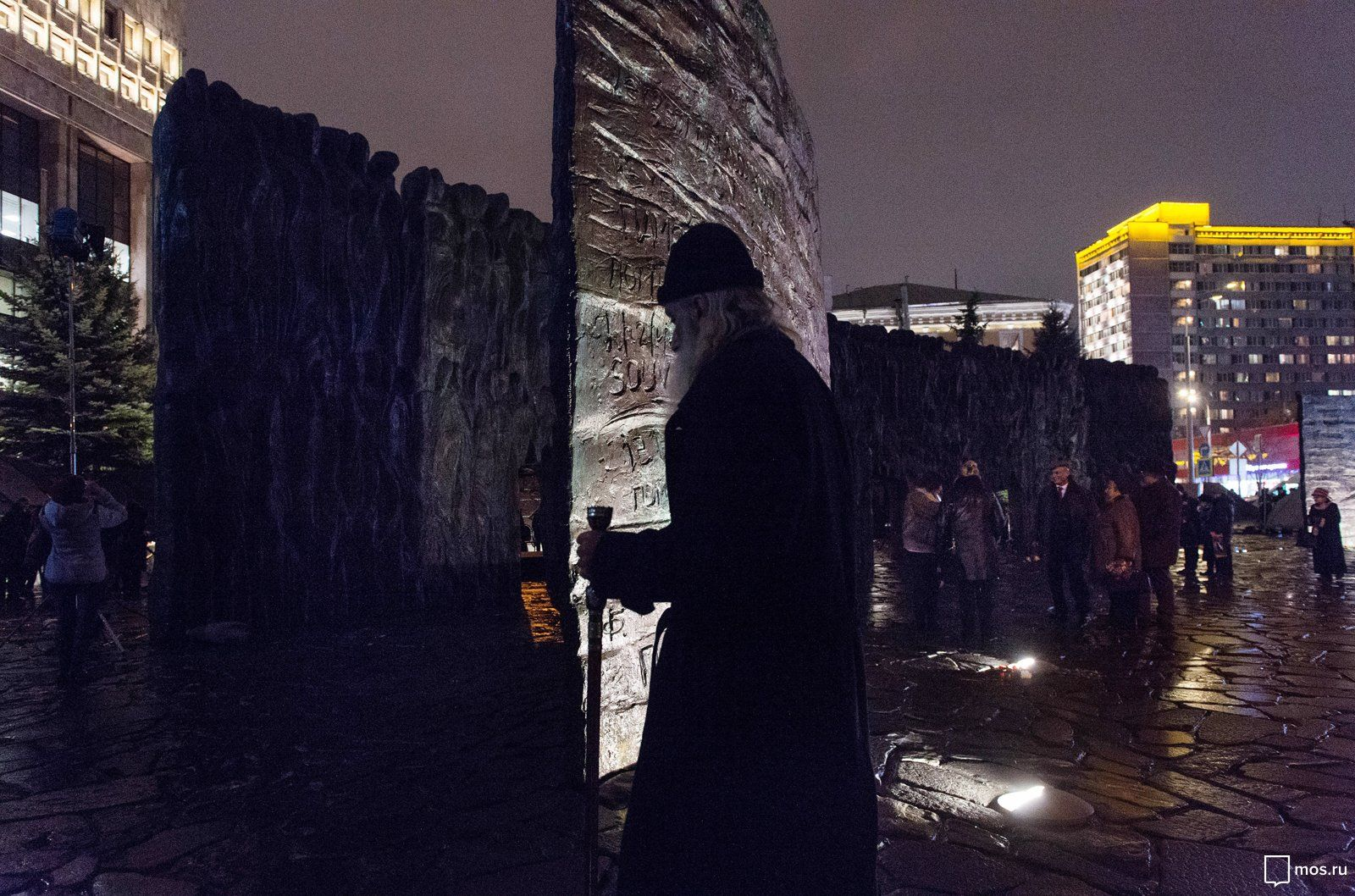
Mauer am Abend der Eröffnung

Die Mauer der Trauer (russisch Стена скорби) ist ein Denkmal in Moskau, das an die Opfer des Sowjetsystems erinnert.
Es besteht aus monumentalen Bronzefiguren, befindet sich an der Kreuzung von Sacharow-Prospekt und Gartenring, wurde vom russischen Bildhauer Georgi Franguljan (russisch Георгий Франгулян, geboren 1945) gestaltet und am 30. Oktober 2017 von Präsident Wladimir Putin und Patriarch Kyrill I. der Öffentlichkeit übergeben.

## Genese

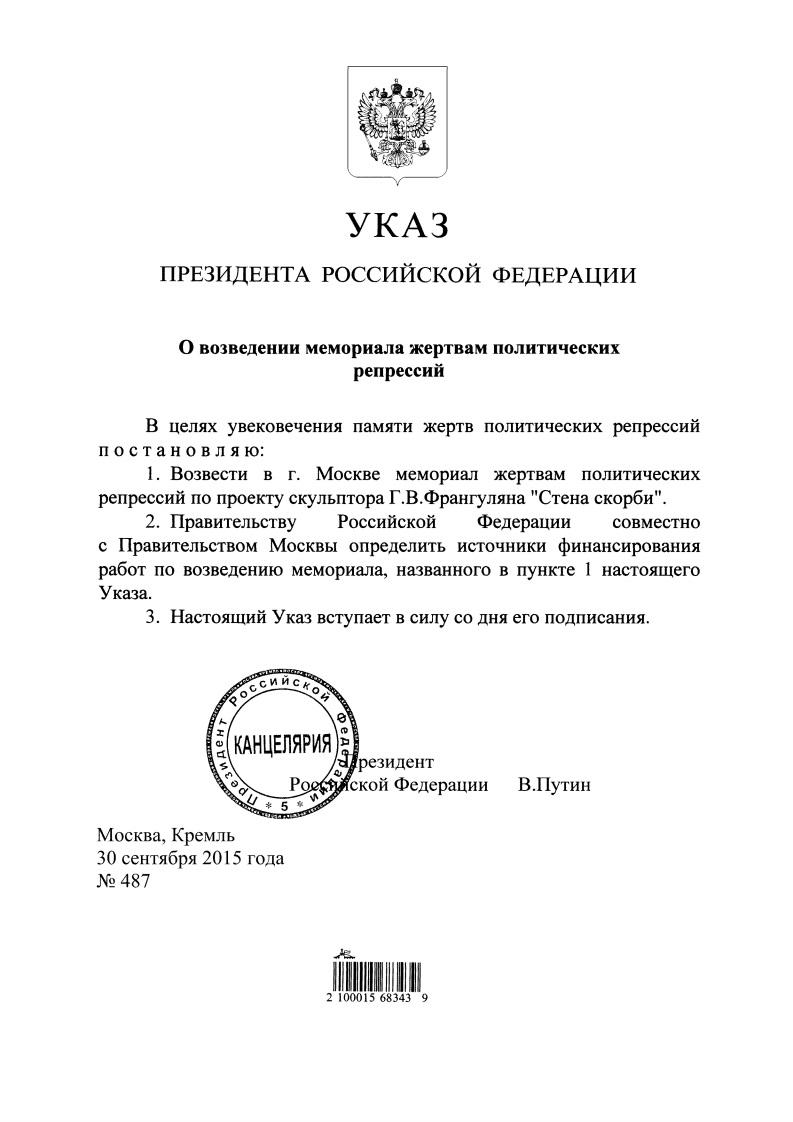
Putins Dekret zur Errichtung der Mauer der Trauer

Der 30. Oktober ist in Russland seit 1991 Gedenktag für die Opfer politischer Gewalt, insbesondere für die Opfer des stalinistischen Terrors und des Lagersystems. Im Jahr 2017 jährte sich der Tag der Oktoberrevolution zum 100. Male. Zwar bestand bereits zuvor eine Reihe von Denkmälern in verschiedenen Städten Russlands. Doch die Mauer der Trauer wurde vom russischen Staatspräsidenten in Auftrag gegeben und fungiert als erster offizieller Erinnerungsort mit transnationaler Bedeutung, sprich für das gesamte Gebiet der früheren UdSSR. Die Kosten für das Denkmal (umgerechnet 4,4 Millionen Euro) wurden zum Teil aus Steuergeldern, zum Teil mittels Crowdfunding bestritten. Der Entwurf von Georgi Franguljan hatte sich im Rahmen eines Wettbewerbs mit 336 Einreichungen durchgesetzt.
Die Errichtung des Mahnmals wurde unter anderem von der Menschenrechtsorganisation Memorial und von der Solschenizyn-Stiftung unterstützt.
Bei der Eröffnung des Denkmals war Natalja Solschenizyna, Witwe des Autors des Archipel Gulag, anwesend. In seiner Ansprache sagte Präsident Putin: „Für diese Verbrechen gibt es keine Rechtfertigung.“

## Gestaltung
Die Mauer ist dreißig Meter lang und rund sechs Meter hoch. Sie hat Lücken, damit die Besucher hineintreten und das Gewicht der Geschichte spüren können. Die monumentalen Bronzefiguren, in mehreren Reihen übereinander angeordnet, haben keine Gesichter – damit sich in der symbolisierten Darstellung möglichst viele Opfer repräsentiert fühlen können. „Mund, Nase, Augen, alles Persönliche fehlt.“

„Die Skulptur stellt etwa 500 Figuren dar – es sind keine konkreten, tatsächlichen Figuren, sondern abstrakte, symbolische. Sie schaffen gerade dieses Gefühl; das heißt, die Plastik wirkt wie eine Art Korrosion. Darin liegt all die Tragik dessen, was viele viele Jahre lang geschehen ist.“

Das Kunstwerk trägt den Titel „Niemals wieder“.

## Reaktionen
Die russische Zivilgesellschaft reagierte gespalten auf das monumentale Denkmal und die staatliche Erinnerungspolitik. Einerseits werden Denkmäler und Museen zum Thema Stalinismus begrüßt. Andererseits befürchten Aktivisten, dass die Form des Gedenkens monopolisiert und quasi „verstaatlicht“ werden könnte. In der Vergangenheit hatten viele lokale Initiativen, die Gedenkstätten errichten wollten, mit bürokratischen Hindernissen zu kämpfen.
Eine Gruppe von vierzig früheren politischen Häftlingen kritisierte die Errichtung des Denkmals als „Scheinheiligkeit“ und gezielte Historisierung in einer Zeit, in der die politische Repression in Russland zunehme. Das Schreiben wurde unter anderem von Wladimir Bukowski und Alexander Podrabinek unterzeichnet, zwei Dissidenten der Sowjetzeit.